# Japan i farver
Japan i farver er en dansk dokumentarfilm fra 1949, der er instrueret af Aage Krarup Nielsen.

## Handling
1. del: Japansk pige og Krarup Nielsen ved landkort. Forskellige bybilleder. General McArthur og Kejser Hirohito ses. Forskellige scener med gademarkeder, templer, optog, folk i nationaldragter og kimonoer. Gartner ved bonsaitræer.
2. del: Fiskere, perlefiskere, rishøst, landevejsliv, religiøs procession, rislampemaler og pottemager. Geisha, der arrangerer blomster, håropsætning, bryllup ved tempel. Scener fra Hiroshima, center of impact, afbrændte træer og vansirede kroppe.
3. del: Zoologisk have, mange børn, dukker, gadeliv, amerikanske soldater, der bliver tegnet. Gadeliv og parkliv, sumobrydere. Ud i landet, Fujiyama, geishaselskab.